# Daniel-Erasmus Khan
Daniel-Erasmus Khan (* 30. Juni 1961 in Marburg) ist ein deutscher Rechtswissenschaftler. Er lehrt als Professor für Völkerrecht an der Universität der Bundeswehr München und an der Hochschule für Politik München. Daneben war er 2010 bis 2015 Landesbeauftragter für die Genfer Konventionen und in dieser Eigenschaft Mitglied des Vorstandes des Bayerischen Roten Kreuzes.

## Leben
Daniel-Erasmus Khan erwarb 1981 das Abitur in Düsseldorf. Nach dem Abschluss des Wehrdienstes studierte er ab 1982 Jura in Marburg, Genf und München. Der zweiten Staatsprüfung folgte eine weitere Ausbildung, unter anderem in London. Im Anschluss an das Referendariat an der Deutschen Botschaft in Neu-Delhi wurde Khan 1996 an der Universität München promoviert und schloss seine Habilitation 2004 ebenda ab. Nach Lehrstuhl-Vertretungen in Bayreuth, Kiel, München und Göttingen folgte er 2006 einem Ruf an die Universität der Bundeswehr München.
Bekanntheit erlangte Khan vor allem durch seine Tätigkeiten als Prozessvertreter und Regierungsberater in Völkerrechtsfragen. So war er 1999 bis 2001 vor dem Internationalen Gerichtshof in Den Haag Prozessvertreter im LaGrand-Fall und 2001 bis 2005 Rechtsberater im Certain-Property-Case zwischen Deutschland und Liechtenstein. Außerdem beriet er Kamerun im Grenzstreit mit Nigeria.